# La noche de los mayas (bande originale)
La noche de los mayas (La Nuit des Mayas) est une œuvre pour orchestre du compositeur mexicain Silvestre Revueltas, composée en 1939. 
Il s'agit au départ de la musique d'un film, La noche de los mayas de Chano Urueta, filmé dans le Yucatán.
En 1960, le chef d'orchestre José Yves Limantour réorganise la partition sous forme d'une suite de quatre mouvements, qui est jouée depuis sous ce nom. 

## Mouvements
1. Noche de los Mayas - Molto sostenuto
2. Noche de Jaranas - Scherzo
3. Noche de Yucatán - Andante espressivo
4. Noche de encantamiento - Tema y variaciones

## Analyse
Le premier mouvement commence avec une ouverture percussive. Le deuxième mouvement est un scherzo, suivi par un mouvement lent qui cite un thème maya traditionnel. Le mouvement final associe plusieurs rythmes latino-américains aux percussions, en une danse effrénée, avant de récapituler le thème d'ouverture de la suite. 
Surtout écrite pour les percussions (avec quatorze percussionnistes), cette partition rend hommage à l'un des peuples précolombiens qui ont vécu au Mexique.

## Discographie
- Orchestre symphonique de Xalapa dirigé par Luis Herrera de la Fuente (1980) RCA.
- Orchestre philharmonique de la ville de Mexico dirigé par Enrique Bátiz, ASV.
- Orchestre philharmonique de Los Angeles dirigé par Esa-Pekka Salonen (1998) Sony Music.